# Њу Хајд Парк (Њујорк)
Њу Хајд Парк (енгл. New Hyde Park) град је у америчкој савезној држави Њујорк.

## Демографија
По попису из 2010. године број становника је 9.712, што је 189 (2,0%) становника више него 2000. године.
| Група             | 2000.         | 2010.         |
| Белци             | 7.321 (76,9%) | 5.642 (58,1%) |
| Афроамериканци    | 54 (0,6%)     | 129 (1,3%)    |
| Азијати           | 1.276 (13,4%) | 2.529 (26,0%) |
| Хиспаноамериканци | 756 (7,9%)    | 1.184 (12,2%) |
| Укупно            | 9.523         | 9.712         |